# 大きな愛の木の下で
『大きな愛の木の下で』（おおきなあいのきのしたで）は、日本のミュージシャン・SHOGOの1枚目のオリジナルアルバム。2014年6月4日にHAPPY LIFE LABELより発売された。

## 制作・音楽性
175RのメンバーであるSHOGOのソロとして初となるオリジナルアルバム。シングルとしてリリースされた「太陽」を含む全12曲が収録されている。自身のルーツと向き合って制作された作品で、本作についてSHOGOは「音楽から離れイギリスに住んで感じた事の1つは、日本語や哀愁漂う邦楽の素晴らしさでした。現代の音楽に溢れるギミックは敢えて取り入れず、自分のルーツを辿るような、そしていつの時代にも聴いてもらえるような、懐かしくもあり温かい曲の数々です」「175Rの時とはまた違うSHOGOを、独りの歌唄いの新たなる第一歩を楽しんでいただけたら幸いです」とコメントしている。
アルバムタイトルは、収録曲「大きな大きな木の下で」の最後の節から。自身の名字にもかけられている。
ゲストミュージシャンとして玉置浩二、Mr.Childrenの鈴木英哉、元JUDY AND MARYのTAKUYA、元ザ・キュアーのマシュー・ハートリー、The LOVEの平義隆、KICK THE CAN CREWのLITTLE、HOME MADE 家族のMICRO、DIG DYNAMICSのSMALLEST、SOFFetのYoYo、BACK DROP BOMBの有松益男、元NUMBER GIRLの中尾憲太郎らが参加している。

## リリース・プロモーション
通常盤のみの1形態で発売。本作のジャケットには少年時代に通いつめたという地元北九州市にある駄菓子屋「山の売店」前で撮影された写真が採用されている。
本作のリリースを記念し、5月25日より7月21日まで全国6都市のイオンを回るインストアツアーを開催。各日2公演行なわれ、会場で本作を購入した人を対象にサイン会も実施された。
2014年7月3日から19日まで、4会場4公演に渡るライブツアー『1st SOLO album リリースツアー “大きな愛の木の下で ～ハッピーを唄おう!～”』を開催。SHOGOにとって初のワンマンツアーとなった。

## 収録曲
- 全作詞：木下将吾（#6, #12除く） / プロデュース：shogo. k

1. はじめに [0:50]
  - 作曲：木下将吾 / 編曲：内田敏夫
2. 太陽 [5:05]
  - 作曲：玉置浩二 / 編曲：十川ともじ

1stシングル。
3. 青春と呼んだあの日々に [4:48]
  - 作曲：平義隆 / 編曲：内田敏夫
4. もう君の為に泣くのはやめよう [5:15]
  - 作曲：平義隆 / 編曲：内田敏夫 & 平義隆
5. ドリーマービリーバー [4:05]
  - 作曲：木下将吾 / 編曲：TAKUYA
6. HONEY TRAP (feat. LITTLE, MICRO, SMALLEST) [4:35]
  - 作詞：Shorty's / 作曲：Shorty's & YoYo / 編曲：YoYo

SHOGO、KICK THE CAN CREWのLITTLE、HOME MADE 家族のMICRO、DIG DYNAMICSのSMALLESTという身長150cm代の4人からなるユニット・Shorty's[4]による楽曲。
7. 愛変わらず [5:00]
  - 作曲：木下将吾 / 編曲：宮田リョウ
8. 大切なモノ [5:37]
  - 作曲：木下将吾 / 編曲：GUNN
9. 愛おしきこの世界 [4:47]
  - 作曲：木下将吾 / 編曲：内田敏夫
10. いつかの交差点 [4:02]
  - 作曲：木下将吾 & 平義隆 / 編曲：内田敏夫
11. 大きな大きな木の下で [5:38]
  - 作曲：平義隆 / 編曲：内田敏夫 & 平義隆

自身の両親や地元である福岡県北九州市への感謝を歌った楽曲[3]。
ミュージック・ビデオが制作されており、自身の公式YouTubeチャンネルで公開されている[3]。監督は近藤周作と山岸文彦が務めた。
ドラムはMr.Childrenの鈴木英哉が演奏している。
12. くだらない歌 (UK recording) [4:59]
  - 作詞・作曲：Tsuruvo / 編曲：木下将吾 & Macc Kano

## 参加ミュージシャン
- 弥吉淳二：E. Guitar (#2), A. Guitar (#2)
- TAKUYA：E. Guitar (#5), A. Guitar (#5), Chorus (#5)
- 井手上誠：E. Guitar (#7)
- GUNN：E. Guitar (#8), A. Guitar (#8), Chorus (#5)
- Kaikai：E. Guitar (#12), A. Guitar (#12)
- 根岸孝旨：Bass (#2)
- 伊藤千明：Bass (#5), Chorus (#5)
- 川村竜：Bass (#6)
- 中尾憲太郎：Bass (#8)
- Macc Kano：Bass (#12)
- DUTTCH：Drums (#2)
- 関口源八：Drums (#4)
- 楠瀬拓哉：Drums (#5), Chorus (#5)
- 長谷川ガク：Drums (#6)
- 有松益男：Drums (#8)
- 鈴木英哉：Drums (#11)
- James Drohan：Drums (#12)
- 十川ともじ：Piano (#4, #11), All other instruments (#2, #5)
- 田窪寛之：Piano (#6)
- Matthieu Hartley（英語版）：Piano (#12)
- 藤縄陽子：Violin (#1)
- 関口将史：Cello (#1)
- 茅野嘉亮：Tp (#6)
- 石川周之介：Sax (#6)
- Emorto Carlos：Chorus (#2, #5)
- Ken Miyahara：Chorus (#2)
- Yoshihiko Yamaguchi：Chorus (#2, #5)
- 平義隆：Chorus (#4)
- 藤田真由美：Chorus (#4, #5)
- Nao☆：Chorus (#4, #5)
- ペレ草田：Chorus (#5)
- Audience@440：Chorus (#5)
- 内田敏夫：All instruments (#3, #9, #10), All other instruments (#1, #4, #11)
- 宮田リョウ：All other instruments (#7)